# انتشارات دروی
انتشارات درویبه (به فرانسوی: Éditions Dervy) یکی از موسسات انتشارات کتاب است که در پاریس  واقع شده است. انتشارات دروی در سال ۱۹۴۶ توسط ژان و مدلن رونالد Jean et Madeleine Renard تأسیس شد و به انتشار کتابهای معنوی می‌پردازد.

## نام انتشارات
نام «دروی» برگرفته از روستای محل تولد ژان رونالد، آوری لو شاتل واقع در اوب (Ervy-le-Châtel dans l'Aube) می‌باشد.